# Fanzolo
Fanzolo is een plaats (frazione) in de Italiaanse gemeente Vedelago.